# Allograpta similis
Allograpta similis är en tvåvingeart som beskrevs av Charles Howard Curran 1925. Allograpta similis ingår i släktet Allograpta och familjen blomflugor. Inga underarter finns listade i Catalogue of Life.